# AQ Puppis
AQ Puppis (AQ Pup / HD 65589 / HIP 38965) es una estrella variable en la constelación de Puppis, la popa del Argo Navis. 
AQ Puppis es una cefeida clásica, al igual que RS Puppis y BN Puppis, también en esta misma constelación. Estas variables son estrellas pulsantes cuyas variaciones son extremadamente regulares.
En el caso de AQ Puppis, su brillo oscila entre magnitud aparente +8,08 y +9,39 en un período de 30,0980 días.
De tipo espectral medio F5Ib, su temperatura efectiva es de 5304 ± 104 K.
De gran tamaño, incluso comparada con otras cefeidas, su radio es 150 veces más grande que el radio solar.
Es tres veces más grande que η Aquilae o U Sagittarii, dos cefeidas cercanas. 
Si ocupase el lugar del Sol, su superficie se extendería hasta la órbita de Venus.
Presenta un contenido metálico inferior al solar, siendo su índice de metalicidad [Fe/H] = -0,14.
Los niveles de aluminio y calcio son también más bajos que en el Sol, mientras que el sodio es ligeramente más abundante que en nuestra estrella ([Na/H] = +0,08).
AQ Puppis es una estrella binaria cuya distancia respecto al sistema solar, basada en la relación entre las variaciones de color y del diámetro angular, es de aproximadamente 10.700 años luz.